# 창녕고등학교 축구단
창녕고등학교 축구부는 경상남도 창녕군에 위치한 창녕고등학교의 축구부이다.

## 역사
2010년 학교에 인조잔디구장을 완공했으며, 2014년에 드디어 교기 축구 지정을 받게 되었다.

## 참고 문헌
- “KFA 통합경기정보 시스템”. 대한축구협회.

## 같이 보기
- 창녕고등학교